# Светско првенство у атлетици у дворани 2003 — троскок за мушкарце
Такмичење у троскоку у мушкој конкуренцији на 9. Светском првенству у атлетици у дворани 2003. одржано је 16. марта у Бирмингему (Уједињено Краљевство).
Титулу освојену у Лисабону 2001. није одбранио Паоло Камоси из Италије.

## Земље учеснице
Учествовало је 9 такмичара из 8 земаља.
1. Белорусија (1)
2. Бразил (1)
3. Куба (1)
4. Молдавија (1)
5. Румунија (2)
6. САД (2)
7. Уједињено Краљевство (1)
8. Шведска (1)

## Освајачи медаља
| Освајачи медаља |               |               |  |  |  |  |
|                 |               |               |  |  |  |  |
|                 |               |               |  |  |  |  |
|                 |               |               |  |  |  |  |
| Кристијан Олсон | Волтер Дејвис | Јоелби Кесада |  |  |  |  |
| Шведска         | САД           | Бразил        |  |  |  |  |

## Рекорди пре почетка Светског првенства 2003.
13. март 2003.
| Рекорди пре почетка Светског првенства 2003.     | Рекорди пре почетка Светског првенства 2003. | Рекорди пре почетка Светског првенства 2003. | Рекорди пре почетка Светског првенства 2003. | Рекорди пре почетка Светског првенства 2003. | Рекорди пре почетка Светског првенства 2003. |
| ------------------------------------------------ | -------------------------------------------- | -------------------------------------------- | -------------------------------------------- | -------------------------------------------- | -------------------------------------------- |
| Светски рекорд                                   | 17,83                                        | Алисер Урутија                               | Куба                                         | Зинделфинген, Немачка                        | 1. март 1997.                                |
| Рекорд светских првенстава у дворани             | 17,72                                        | Брајан Велман                                | Бермуди                                      | Барселона, Шпанија                           | 12. март 1995.                               |
| Најбољи резултат сезоне у дворани                | 17,45                                        | Тимоти Русан                                 | Сједињене Државе                             | Бостон, САД                                  | 1. март 2003.                                |
| Европски рекорд                                  | 17,80                                        | Кристијан Олсон                              | Шведска                                      | Гетеборг, Шведска                            | 5. март 2002.                                |
| Северноамерички рекорд                           | 17,83                                        | Алисер Урутија                               | Куба                                         | Зинделфинген, Немачка                        | 1. март 1997.                                |
| Јужноамерички рекорд                             | 17.35                                        | Жадел Грегорио                               | Бразил                                       | Самара, Русија                               | 2. фебруар 2002                              |
| Афрички рекорд                                   | 17,00                                        | Аџаји Агбебаку                               | Нигерија                                     | Далас, САД                                   | 30. јануар 1982.                             |
| Азијски рекорд                                   | 17,09                                        | Олег Сарикин                                 | Казахстан                                    | Москва, Русија                               | 27. фебруар 1993.                            |
| Океанијски рекорд                                | 17,20                                        | Ендру Мерфи                                  | Аустралија                                   | Лисабон, Португал                            | 9. март 2001.                                |
| Рекорди после завршеног Светског првенства 2003. |                                              |                                              |                                              |                                              |                                              |
| Најбољи резултат сезоне у дворани                | 17,70                                        | Кристијан Олсон                              | Шведска                                      | Лисабон, Шпанија                             | 16. март 2003.                               |

### Најбољи резултати у 2003. години
Десет најбољих атлетичара године у троскоку у дворани пре првенства (14. март 2003), имали су следећи пласман.
| 1.  | Тимоти Русан        | Сједињене Државе | 17,45 | 1. март     |
| 2.  | Џонатан Едвардс     | Велика Британија | 17,44 | 21. фебруар |
| 3.  | Кристијан Олсон     | Шведска          | 17,40 | 18. фебруар |
| 4.  | Валтер Дејвис       | Сједињене Државе | 17,23 | 1. март     |
| 5.  | Александар Главацки | Белорусија       | 17,19 | 9. фебруар  |
| 5.  | Кента Бел           | Сједињене Државе | 17,19 | 15. фебруар |
| 7.  | Маријан Опреа       | Румунија         | 17,17 | 23. фебруар |
| 8.  | Жадел Грегорио      | Бразил           | 17,09 | 21. фебруар |
| 9.  | Виталиј Москаленко  | Русија           | 16,94 | 27. фебруар |
| 10. | Ивајло Русенов      | Бугарска         | 16,93 | 2. фебруар  |

Такмичари чија су имена подебљана учествују на СП 2003.

## Сатница
| Датум          | Време | Ниво   |
| -------------- | ----- | ------ |
| 16. март 2003. | 16:07 | Финале |

## Резултати

### Финале
Такмичење је одржано 16. марта 2003. године у 16:07.,,
| Пласман | Атлетичар           | Земља                | ЛР     | ЛРС   | #1    | #2    | #3    | #4    | #5    | #6    | Резултат | Белешка |
| ------- | ------------------- | -------------------- | ------ | ----- | ----- | ----- | ----- | ----- | ----- | ----- | -------- | ------- |
|         | Кристијан Олсон     | Шведска              | 17,80  | 17,40 | 16,95 | 16,64 | x     | 17,28 | 17,31 | 17,70 | 17,70    | СРС     |
|         | Волтер Дејвис       | САД                  | 17.59о | 17,23 | 16,74 | 16,44 | 16,52 | 16,85 | 16,92 | 17,35 | 17,35    | ЛР      |
|         | Јоелби Кесада       | Куба                 | 17,85о | 16,76 | 16,53 | 16,96 | X     | 16,85 | 16,54 | 17,27 | 17,27    | ЛРС     |
| 4.      | Џонатан Едвардс     | Уједињено Краљевство | 18,29о | 17,44 | 16,79 | 17,01 | 14,58 | 15,02 | 17,19 | 17,00 | 17,19    |         |
| 5.      | Тимоти Русан        | САД                  | 17,45  | 17,45 | x     | x     | 16,68 | 16,80 | x     | 16,88 | 16,88    |         |
| 6.      | Жадел Грегорио      | Бразил               | 17,35  | 17,09 | x     | 16,68 | x     | x     | x     | 16,86 | 16,86    |         |
| 7.      | Александар Главацки | Белорусија           | 17,53о | 17,19 | 16,45 | 16,45 | 16,28 | 15,64 | 16,16 | 16.66 | 16,66    |         |
| 8.      | Маријан Опреа       | Румунија             | 17,29  | 17,17 | 16,59 | 16,51 | x     | x     | 16,54 | 16,41 | 16,59    |         |
| 9.      | Владимир Летников   | Молдавија            | 17.06о | 16,47 | x     | 16,14 | 16,20 |       |       |       | 16,20    |         |